# Das Boot (serie televisiva)
Das Boot è una serie televisiva tedesca creata da Tony Saint e Johannes Betz sequel del film del 1981 U-Boot 96 di Wolfgang Petersen. Ambientata un anno dopo gli eventi del film, è basata sui romanzi Das Boot e Die Festung di Lothar-Günther Buchheim. La serie ha debuttato il 23 novembre 2018 su Sky One.

## Trama
La prima stagione è ambientata nel 1942, nove mesi dopo gli eventi del film e si concentra sulla resistenza francese a La Rochelle, sulla base sommergibili La Pallice, e sulla difficile vita che affronta un giovane equipaggio a bordo del sommergibile tedesco U-612 in missione in acque nemiche. La seconda stagione si svolge nel 1943 e segue il comandante von Reinhartz dell'U-822 tentare di disertare negli Stati Uniti, mentre il comandante Hoffmann dell'U-612 cerca di far ritorno in Germania. Nella terza stagione, la guerra continua a esercitare le proprie forze sull'Europa in territori inaspettati, come il Portogallo neutrale e Kiel, Germania, il luogo dove vengono costruiti i sommergibili. Mentre è in mare, Robert Ehrenberg tenta di trovare il riscatto con l'equipaggio dell'U-949 in missione segreta mentre è inseguito dal capitano della Royal Navy Swinburne.

## Episodi
| Stagione         | Episodi | Prima TV Germania | Prima TV Italia |
| ---------------- | ------- | ----------------- | --------------- |
| Prima stagione   | 8       | 2018              | 2019            |
| Seconda stagione | 8       | 2020              | 2020            |
| Terza stagione   | 10      | 2022              | 2022            |
| Quarta stagione  | 6       | 2023              | 2023            |

## Personaggi e interpreti

### Principali
- Simone Strasser (stagioni 1-2), interpretata da Vicky Krieps, doppiata da Federica De Bortoli.
Originaria dell'Alsazia, è la nuova traduttrice di francese a La Rochelle.
- Hagen Forster / Werner Giese (stagioni 1-3), interpretato da Tom Wlaschiha, doppiato da Massimo Bitossi.
Maggiore e capo della Gestapo a La Rochelle.
- Pierre Duval (stagioni 1-2), interpretato da Thierry Frémont, doppiato da Gerolamo Alchieri (stagione 1).
Commissario della polizia francese costretto a collaborare con i tedeschi.
- Klaus Hoffmann (stagioni 1-4), interpretato da Rick Okon, doppiato da Gianfranco Miranda.
Tenente di vascello e comandante dell'U-612.
- Karl Tennstedt (stagioni 1-2), interpretato da August Wittgenstein, doppiato da Gabriele Sabatini.
Primo ufficiale dell'U-612.
- Frank Strasser (stagioni 1-2), interpretato da Leonard Scheicher, doppiato da Stefano Sperduti.
Capo marconista dell'U-612 e U-822 e fratello minore di Simone.
- Robert Ehrenberg (stagioni 1-4), interpretato da Franz Dinda, doppiato da Edoardo Stoppacciaro.
Tenente e direttore di macchina dell'U-612, U-822 e U-949 affetto da alcolismo.
- Margot Bostal (stagioni 1-2), interpretata da Fleur Geffrier.
Infermiera francese che ospita Simone nel suo appartamento.
- Ulrich Wrangel (stagioni 1-2), interpretato da Stefan Konarske, doppiato da Fabrizio Dolce.
Capitano di corvetta e comandante dell'U-113, U-612 e U-822.
- Émile Charpentier (stagione 1), interpretato da Olivier Chantreau.
Membro della resistenza antinazista a La Rochelle.
- Heinrich Gluck (stagioni 1-2, 4), interpretato da Rainer Bock, doppiato da Raffaele Palmieri.
Comandante e capitano di fregata.
- Josef Wolf (stagione 1), interpretato da Klaus Steinbacher.
Tenente macchinista dell'U-612.
- Pips Lüders (stagioni 1-2), interpretato da Pit Bukowski.
Sottufficiale e capo macchinista dell'U-612.
- Carla Monroe (stagione 1), interpretata da Lizzy Caplan, doppiata da Francesca Fiorentini.
Membro della resistenza francese a La Rochelle.
- Samuel Greenwood (stagioni 1-2), interpretato da Vincent Kartheiser, doppiato da Alessandro Budroni.
Figlio di Jack che viene salvato da Hoffmann mentre è a bordo dell'U-612.
- Jack Greenwood (stagioni 1-2), interpretato da Kevin McNally, doppiato da Ambrogio Colombo.
Padre di Samuel e presidente della Greenwood Commercial Ventures che si candida come senatore dello stato di New York.
- Philip Sinclair (stagione 1), interpretato da James D'Arcy, doppiato da Francesco Prando.
Sabotatore delle brigate internazionali e vecchio amico di Carla.
- Hinrich Laudrup (stagione 2, ricorrente stagione 1), interpretato da Robert Stadlober, doppiato da Simone Crisari.
Direttore di macchina degradato a cuciniere per un incidente avvenuto in passato. Nell'U-822 viene reintegrato come capo ingegnere.
- Cassandra Lloyd (stagione 2), interpretata da Rochelle Neil, doppiata da Laura Romano.
Affascinante cantante jazz e interesse amoroso di Samuel e Klaus.
- Johannes von Reinhartz (stagione 2), interpretato da Clemens Schick, doppiato da Francesco Pezzulli.
Capitano di corvetta e comandante dell'U-822.
- Anatole Desjesquier (stagione 2), interpretato da Paul Bartel.
Ex ladruncolo che viene nominato ausiliario della polizia tedesca da Forster.
- Friedrich Berger (stagione 2), interpretato da Thomas Kretschmann, doppiato da Sergio Lucchetti.
Avvocato tedesco che vive a New York e organizzatore del salvataggio di Samuel.
- Thomas O'Leary (stagione 2), interpretato da Michael McElhatton, doppiato da Paolo Maria Scalondro.
Vice commissario della polizia di New York.
- David Goldblatt (stagione 2), interpretato da Mathieu Barbet.
Padre vedovo ebreo di due figli in fuga da La Rochelle con Margot.
- Wilhelm Hoffmann (stagioni 2-4), interpretato da Ulrich Matthes (stagione 2) e da Ernst Stötzner (stagioni 3-4), doppiato da Fabrizio Temperini (stagione 2) e da Michele Gammino (stagioni 3-4).
Capitano di vascello e padre di Klaus e Hannie.
- Jack Swinburne (stagione 3), interpretato da Ray Stevenson, doppiato da Pierluigi Astore.
Capitano di fregata e comandante della Perseverance.
- Greta Nussmeier (stagione 3), interpretata da Elisa Schlott.
Ottica che ripara la lente del periscopio dell'U-949 e interesse amoroso di Robert.
- Hannie Hoffmann Lessing (stagioni 3-4), interpretata da Luise Wolfram (stagione 3) e da Rosalie Thomass (stagione 4), doppiata da Benedetta Ponticelli.
Sorella di Klaus e moglie di Albrecht.
- Albrecht Lessing (stagioni 3-4), interpretato da Florian Panzner, doppiato da Alessio Cigliano.
Capitano di fregata e marito di Hannie.
- Bobby Schulz (stagioni 3-4), interpretato da Pierre Kiwitt, doppiato da Riccardo Scarafoni.
Capitano di corvetta e amante di Hannie.
- Rudi Vogts (stagione 3), interpretato da Franz Hartwig, doppiato da Stefano Crescentini.
Tenente e direttore di macchina dell'U-949.
- Franz Buchner (stagioni 3-4), interpretato da Konstantin Gries, doppiato da Alessandro Campaiola.
Tenente di vascello e comandante inesperto dell'U-949.
- Alois Erdmann (stagioni 3-4), interpretato da Artjom Gilz, doppiato da Jacopo Venturiero.
Primo ufficiale dell'U-949.
- Pauli Müller (stagioni 3-4), interpretato da Alessandro Schuster, doppiato da Manuel Meli (stagione 3).
Giovane borseggiatore di Düsseldorf che viene arrestato e costretto ad arruolarsi come volontario nel servizio per gli U-Boot, non avendo ancora diciassette anni. In seguito è un timoniere dell'U-949.
- Harry Weidner (stagione 3), interpretato da Aniol Kirberg.
Giovane borsaiolo che viene catturato insieme a Pauli. Successivamente diventa un idrofonista dell'U-949.
- Berndt Cremer (stagioni 3-4), interpretato da Yuri Völsch, doppiato da Tito Marteddu.
Secondo ufficiale dell'U-949.
- David Mercer (stagione 3), interpretato da Samuel Valentine.
Capitano di corvetta della Perseverance.
- Walsh (stagione 3), interpretato da Caolan Byrne, doppiato da Gianni Bersanetti.
Tenente e ufficiale sonar e radar della Perseverance.
- McCoy (stagione 3), interpretato da Seán McDonagh.
Sergente maggiore di artiglieria della Perseverance.
- Francombe (stagione 3), interpretato da Doug Allen, doppiato da Massimo De Ambrosis.
Commodoro della Royal Navy.
- Meierjohann (stagioni 3-4), interpretato da Julius Nitschkoff, doppiato da Emanuele Ruzza.
Sottufficiale macchinista dell'U-949.
- Daisy Swinburne (stagione 3), interpretata da Jo Hartley.
Moglie di Jack in lutto per la morte del figlio disperso in mare.
- Ulrike Buchner (stagione 3), interpretata da Fritzi Haberlandt, doppiata da Selvaggia Quattrini.
Madre di Franz.
- Reinhard Weiss (stagione 3), interpretato da Trystan Pütter, doppiato da Alessandro Quarta.
Diplomatico della legazione tedesca.
- Da Costa (stagione 3), interpretato da Marco D'Almeida, doppiato da Luigi Ferraro.
Ispettore della polizia di Lisbona che indaga sulla morte di un agente della Gestapo.
- Bettina Gruber (stagioni 3-4), interpretata da Anna Schudt, doppiata da Sabrina Duranti.
Benestante donna tedesca sposata che seduce Forster nel casino dell'hotel in cui alloggia.
- Gustav "Victor" Gruber (stagioni 3-4), interpretato da Johann von Bülow, doppiato da Alberto Bognanni.
Ambasciatore del reich a Lisbona e marito di Bettina.
- Inês de Piña (stagione 3), interpretata da Joana Ribeiro, doppiata da Francesca Manicone.
Cameriera portoghese che lavora nel casinò dell'hotel in cui soggiorna Forster.
- Gardiner (stagione 3), interpretato da John Schwab.
Giornalista freelance e scrittore americano che sta scrivendo un romanzo sulla vita a Lisbona.
- Willi Niedermeier (stagione 3), interpretato da Laurids Schürmann.
Cuciniere dell'U-949.
- Dagmar Dewith (stagione 4), interpretata da Lara Mandoki, doppiata da Giulia Franceschetti.
Stella del cinema che intrattiene una relazione con Klaus.
- Koch (stagione 4), interpretato da Simon Licht, doppiato da Massimo De Ambrosis.
Tenente colonnello delle SS.
- Lothar (stagione 4), interpretato da Stefan Murr
- Jäger (stagione 4), interpretato da Roberto Thoenelt, doppiato da Enrico Di Troia
- Krug (stagione 4), interpretato da Werner Daehn.
Autista di Klaus.
- Knappertsbusch (stagione 4), interpretato da Waldemar Kobus
- Tobias Werner (stagione 4), interpretato da Frederic Linkemann, doppiato da Stefano Alessandroni.
Generale delle SS.
- Rahn (stagione 4), interpretato da Sascha Geršak, doppiato da Dario Oppido.
Sottufficiale dell'U-330.
- Spaghetto (stagione 4), interpretato da Wilson Gonzalez.
Operatore radio dell'U-330.
- William Joyce (stagione 4), interpretato da Benjamin Dilloway.
Presentatore radiofonico de La voce della Germania.
- Sal Giuliano (stagione 4), interpretato e doppiato da Marco Leonardi.
Mafioso e sicario che lavora per gli americani e i tedeschi.
- Kenton (stagione 4), interpretato da Steffan Rhodri, doppiato da Fabrizio Temperini.
Ammiraglio americano della U.S. Navy di stanza nel Mar Mediterraneo.

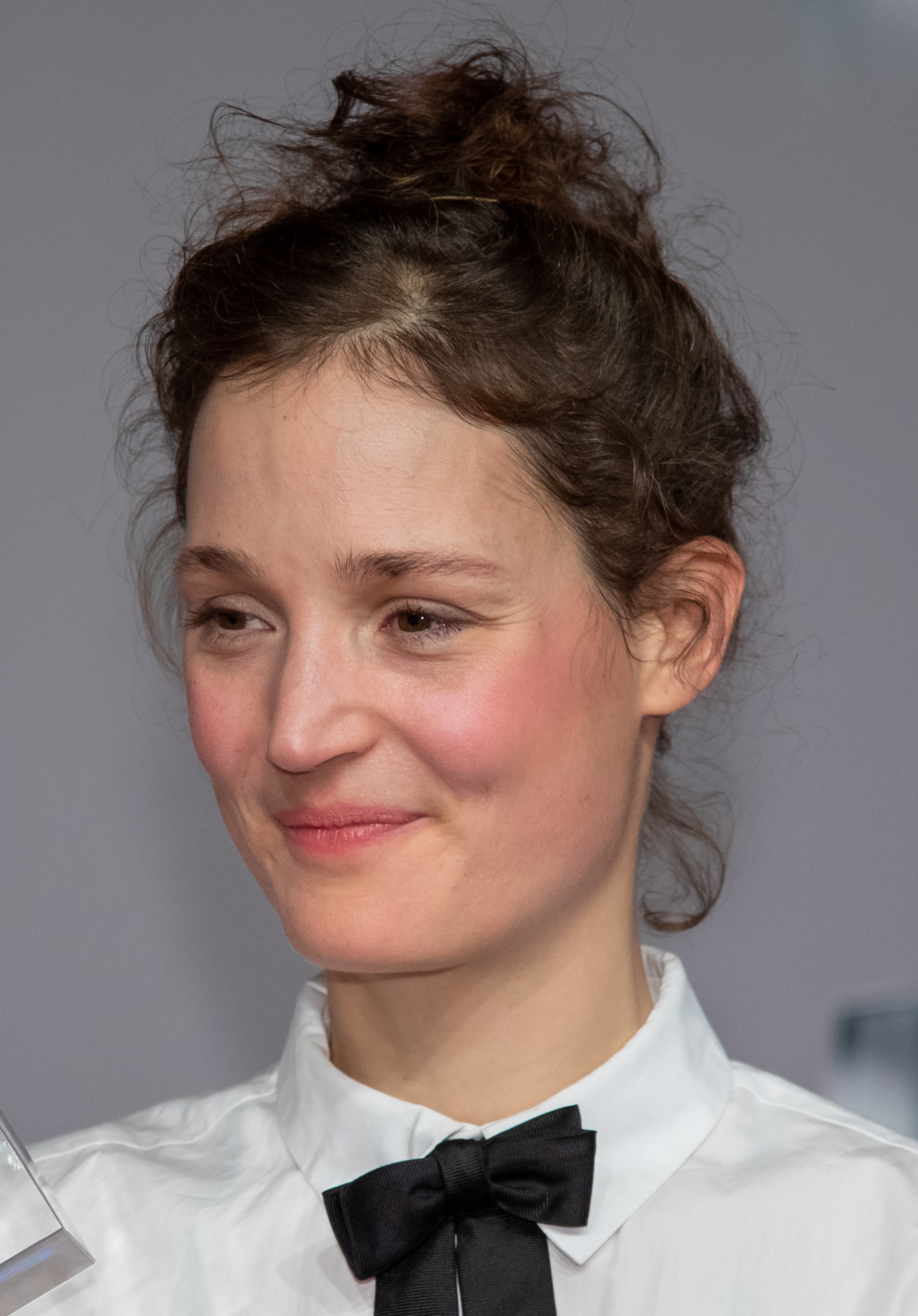
Vicky Krieps
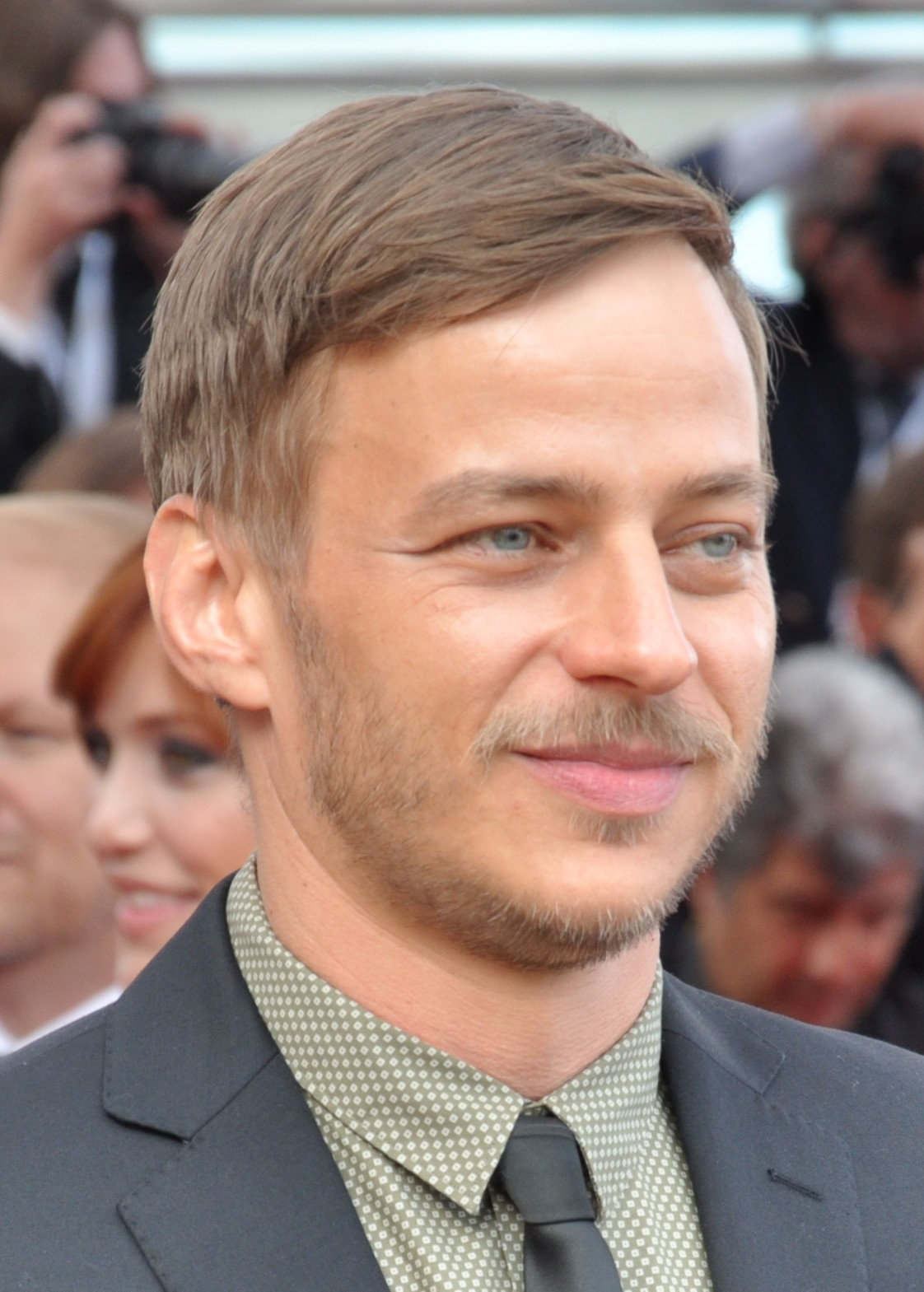
Tom Wlaschiha
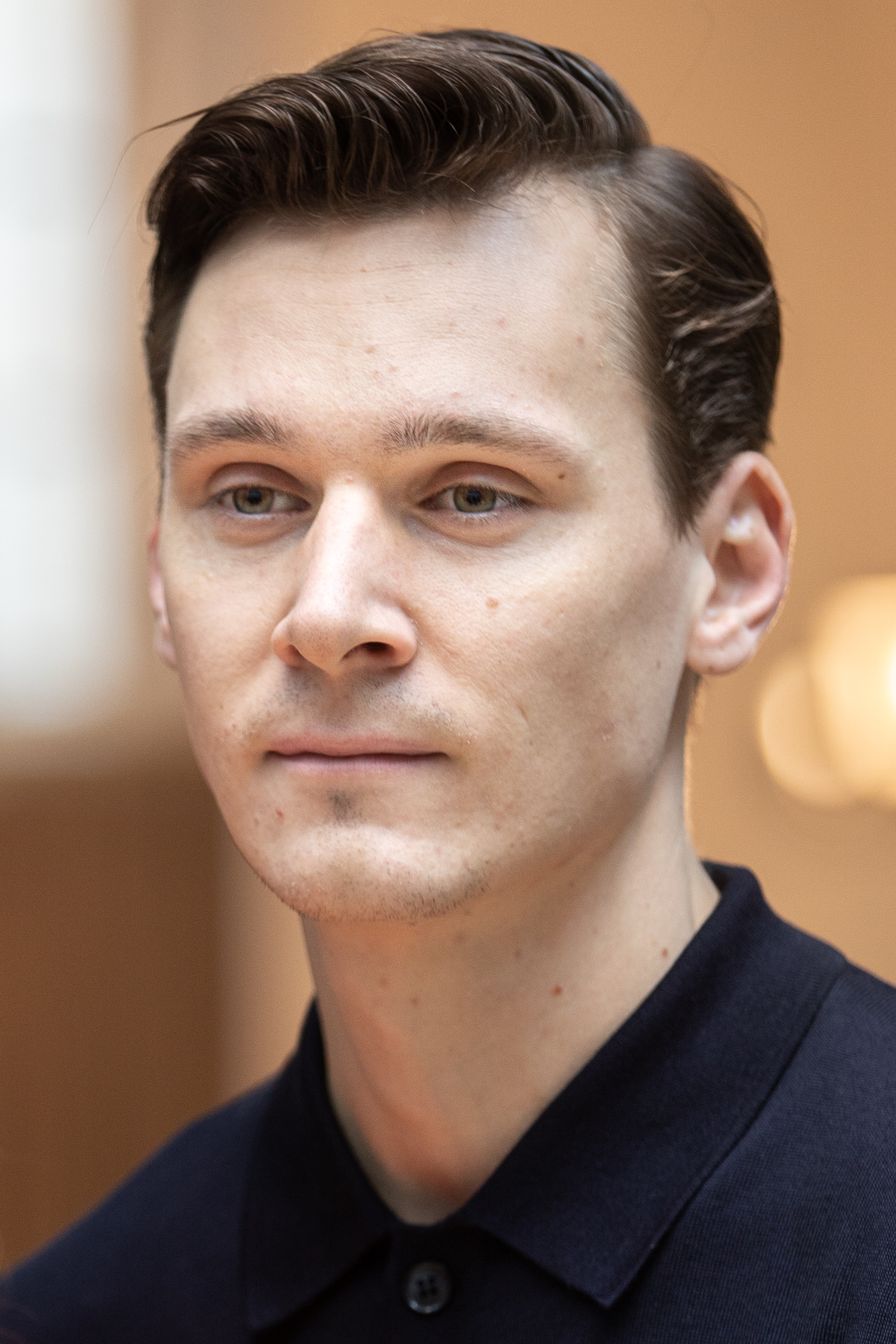
Rick Okon
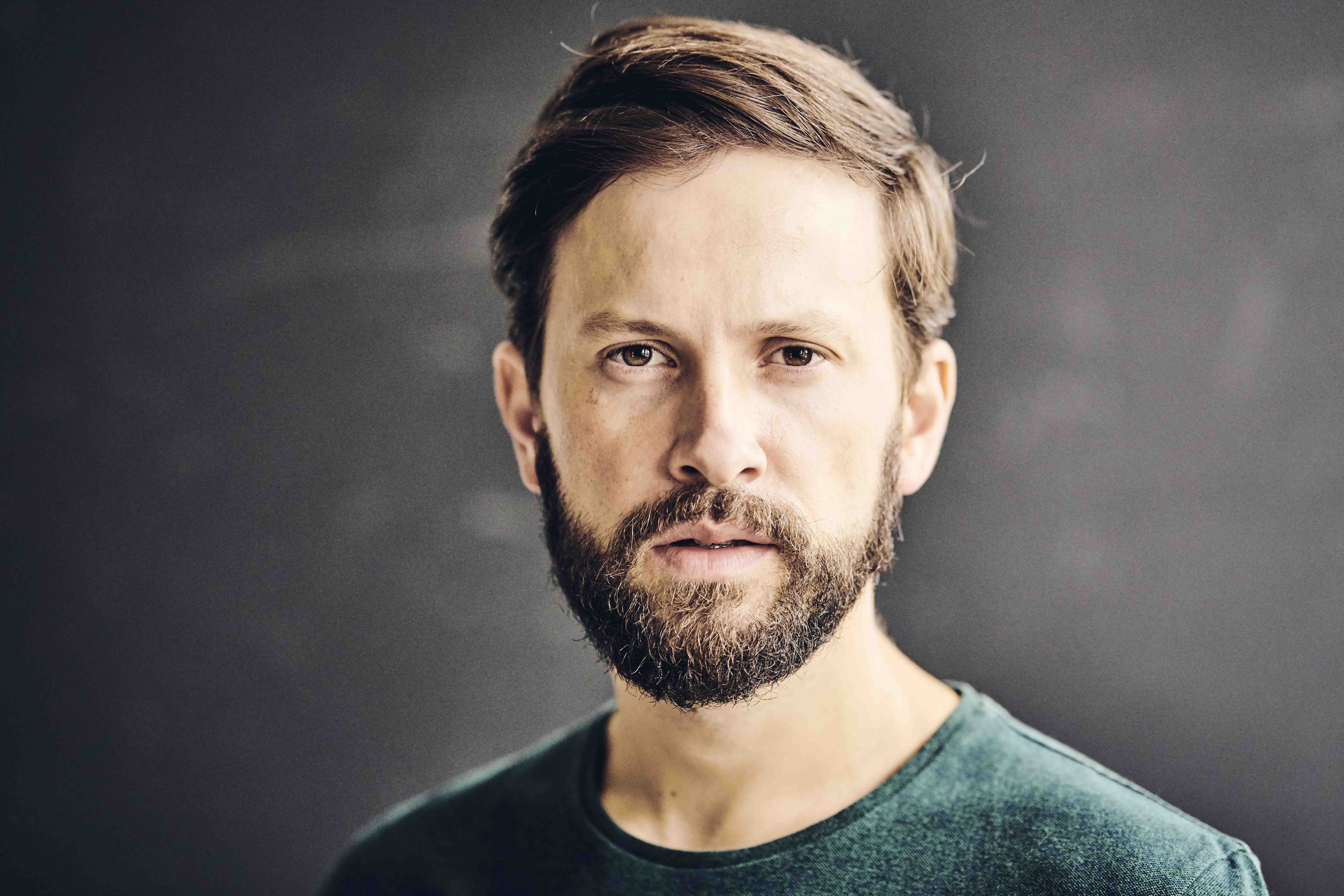
Franz Dinda
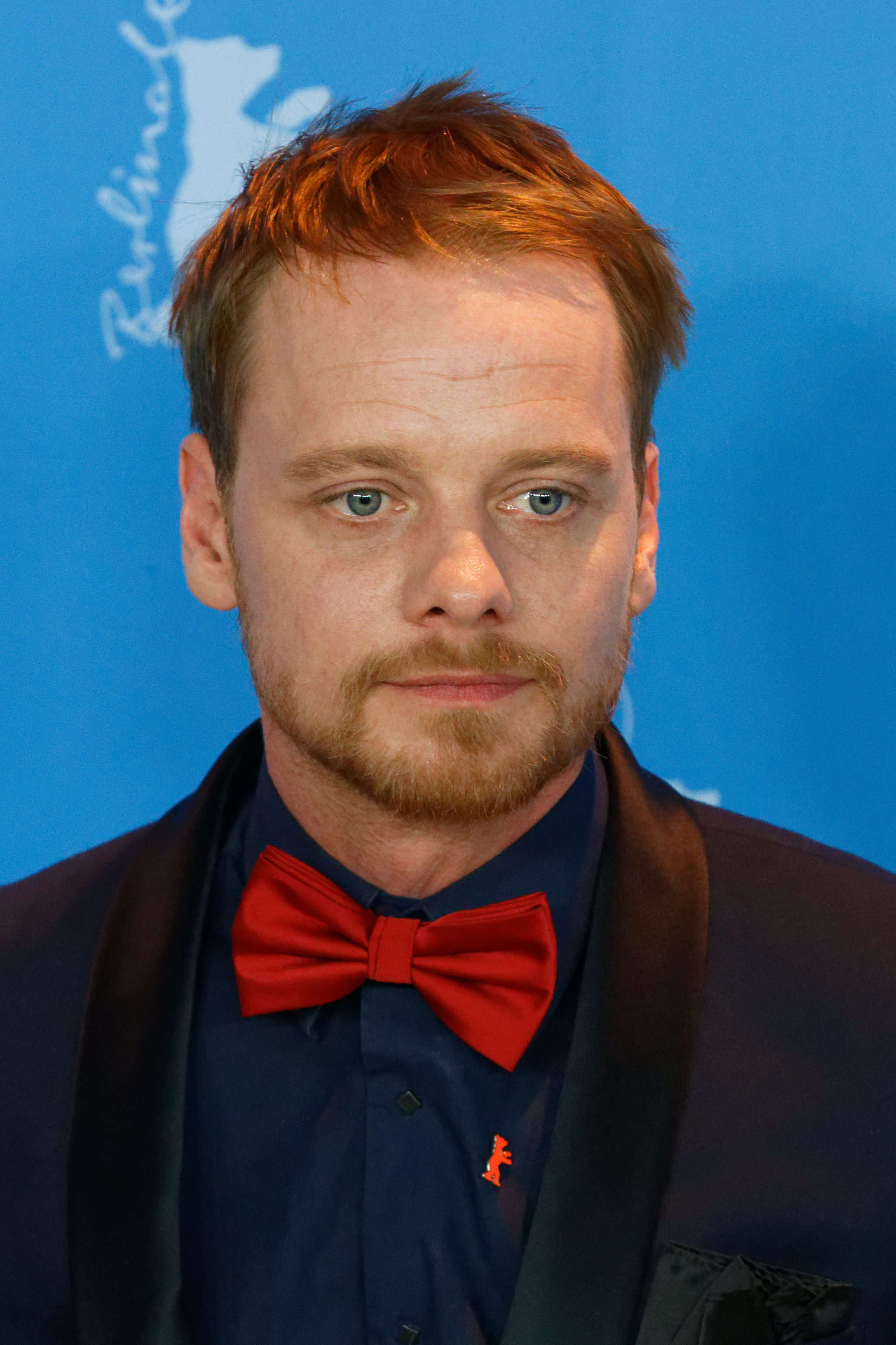
Stefan Konarske
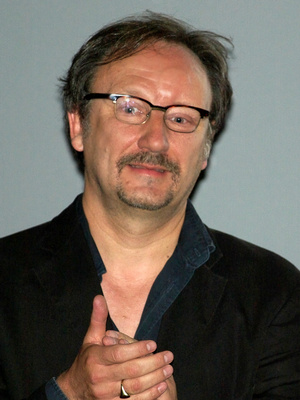
Rainer Bock
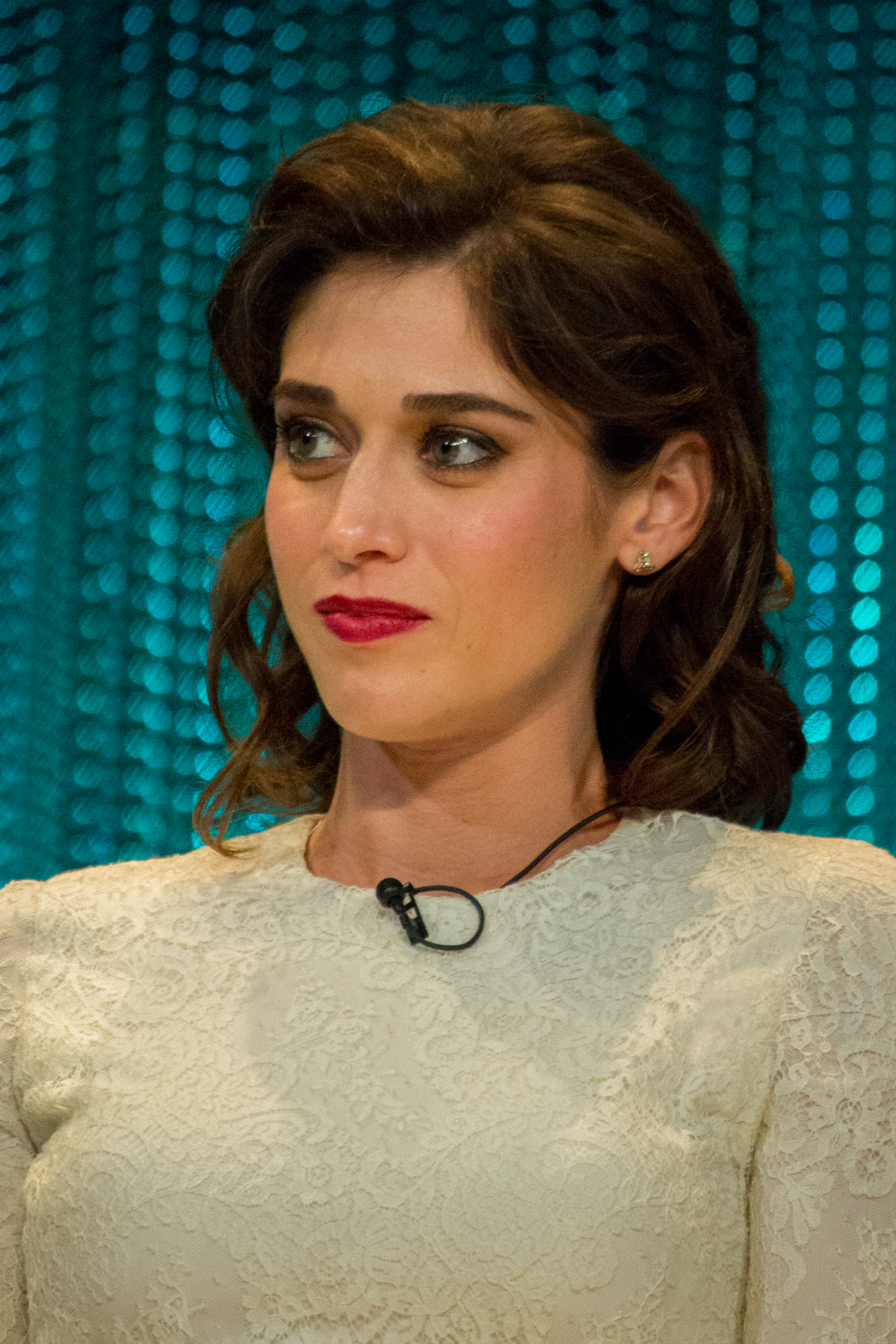
Lizzy Caplan
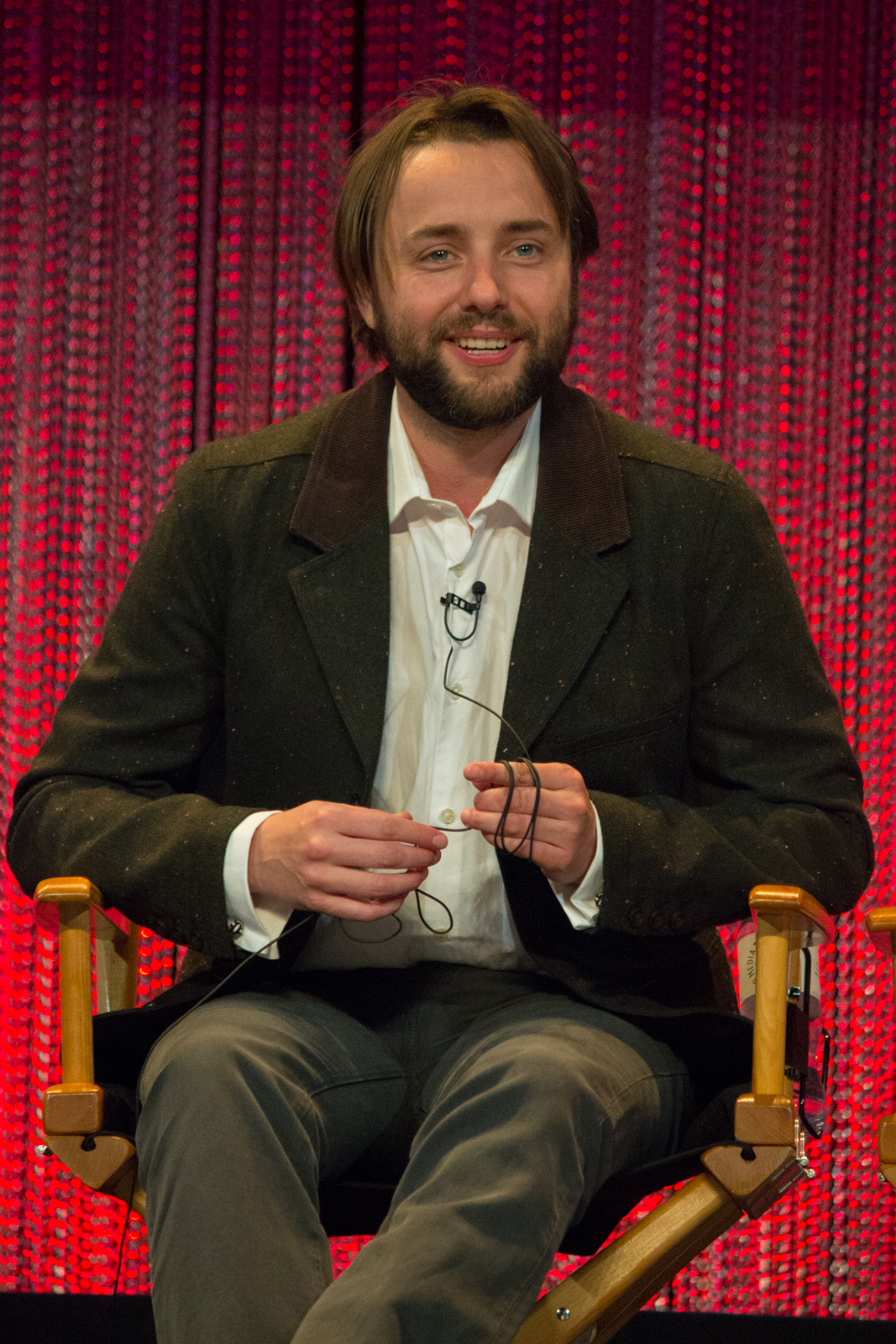
Vincent Kartheiser
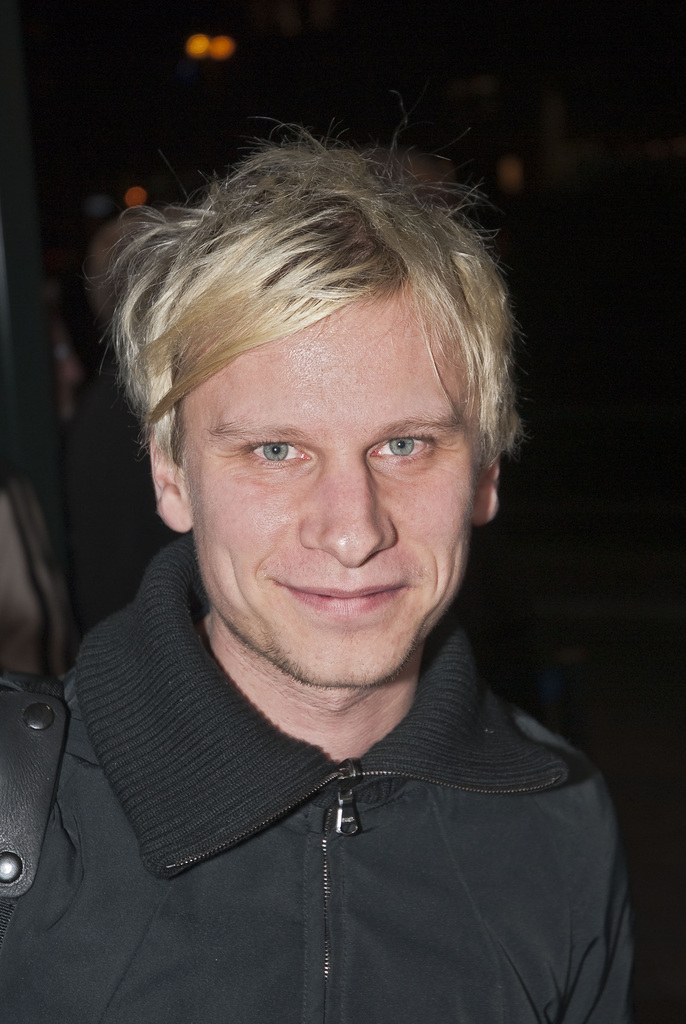
Robert Stadlober
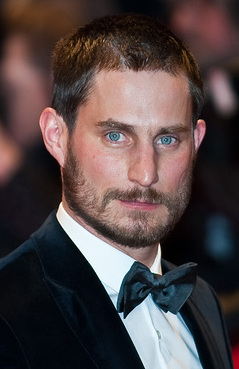
Clemens Schick
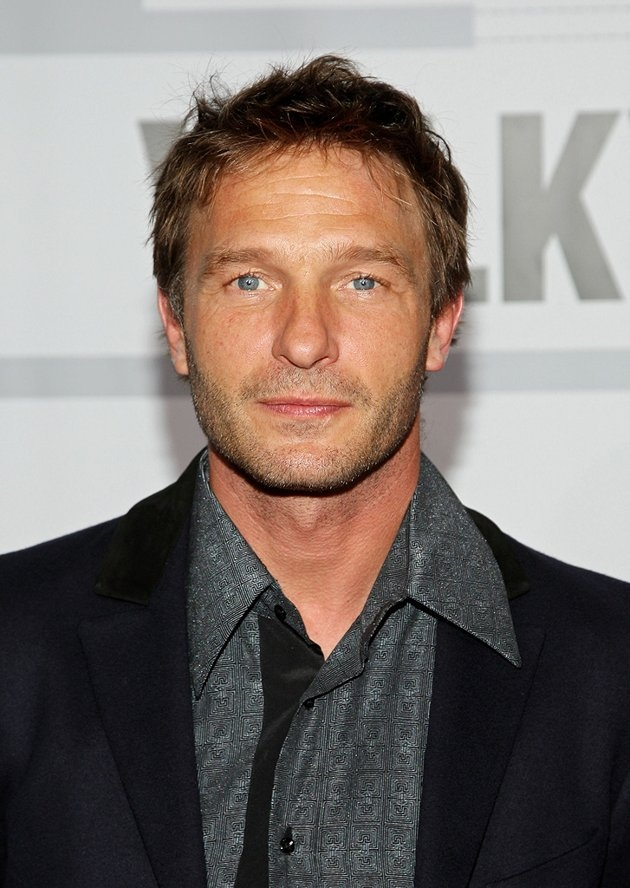
Thomas Kretschmann
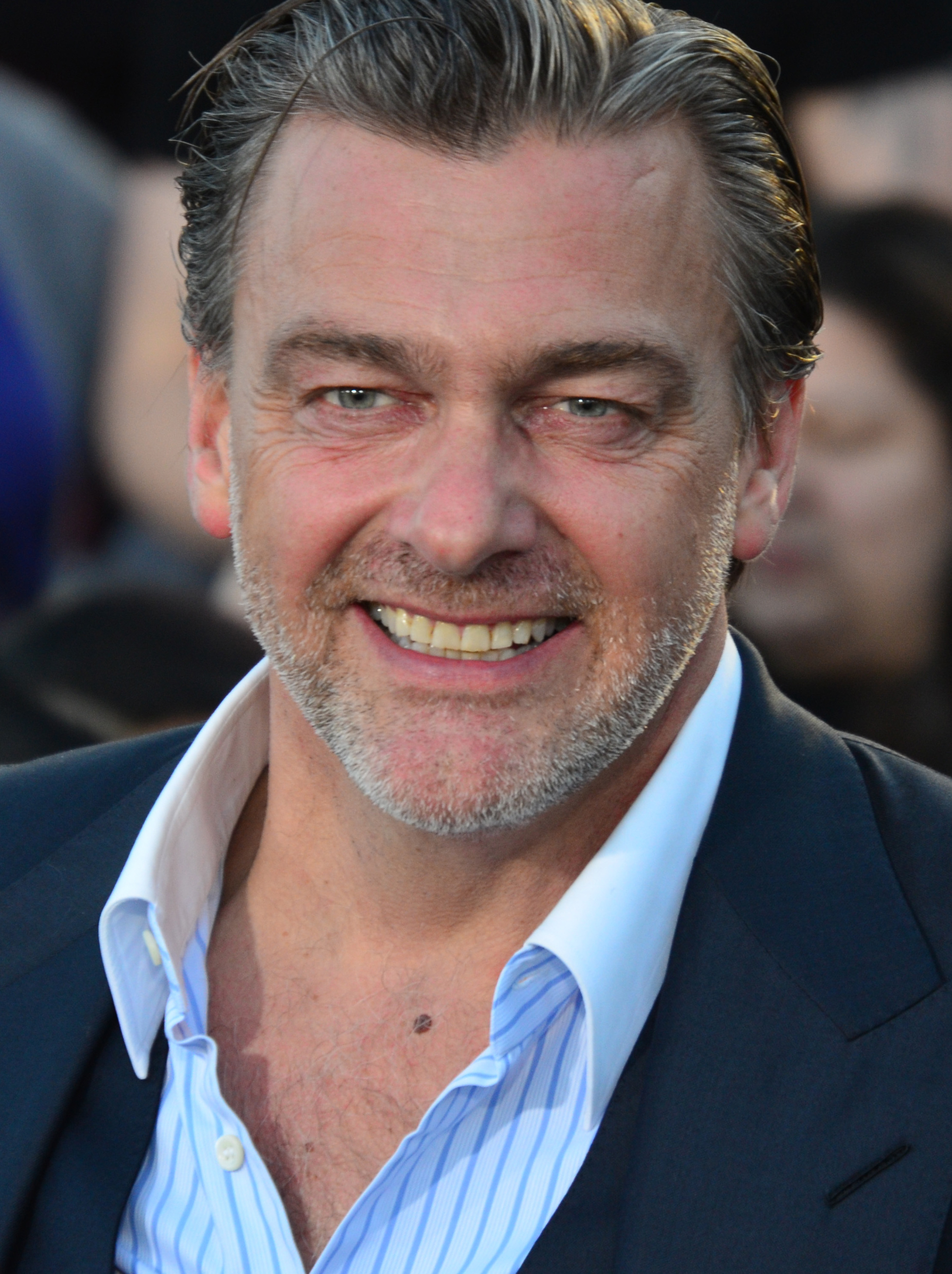
Ray Stevenson
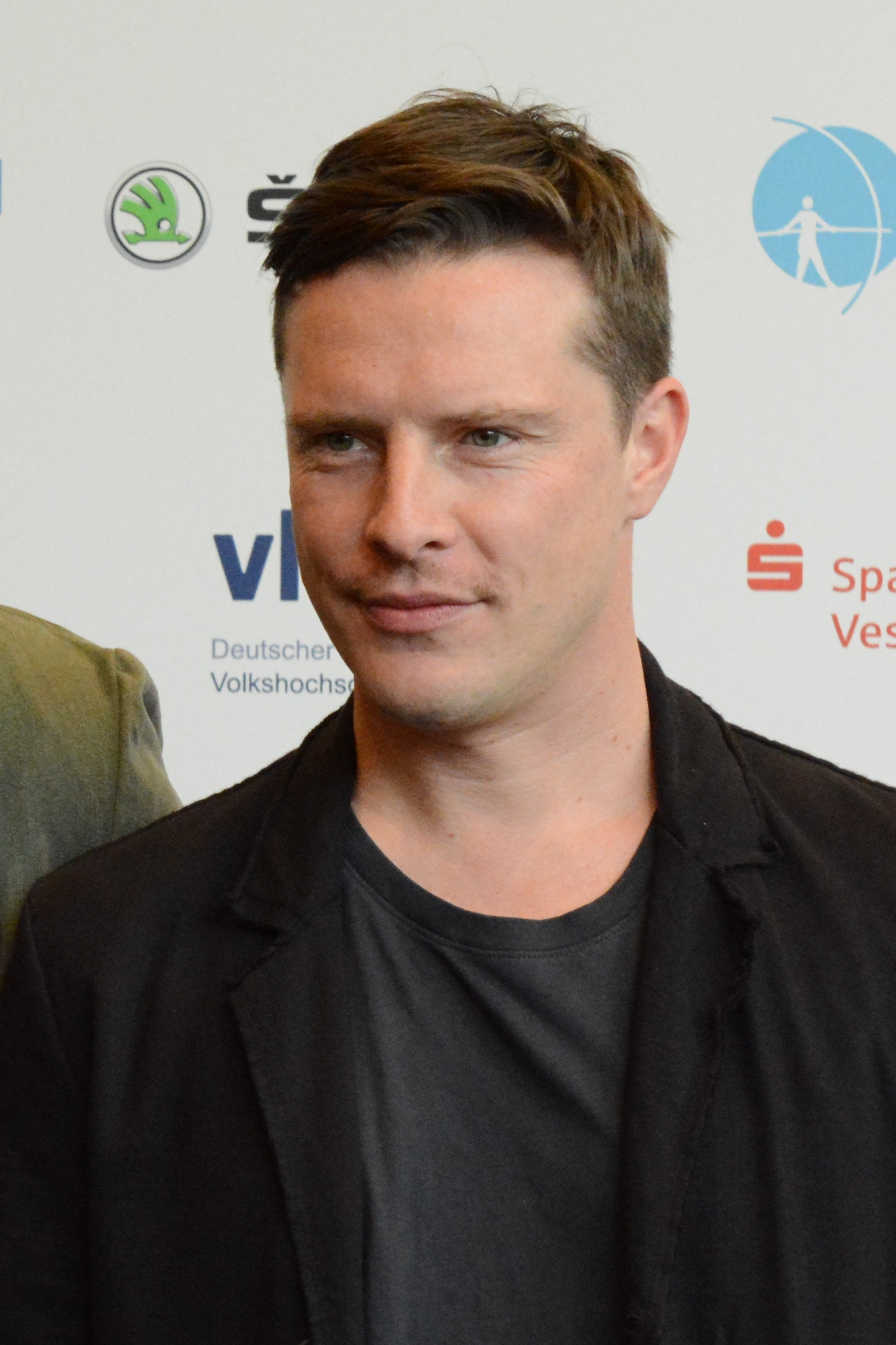
Florian Panzner
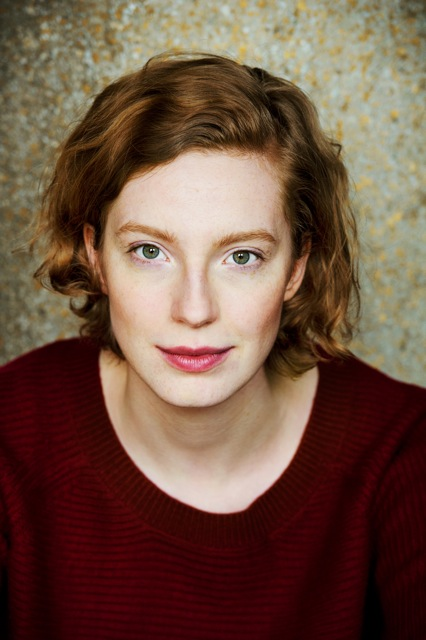
Luise Wolfram
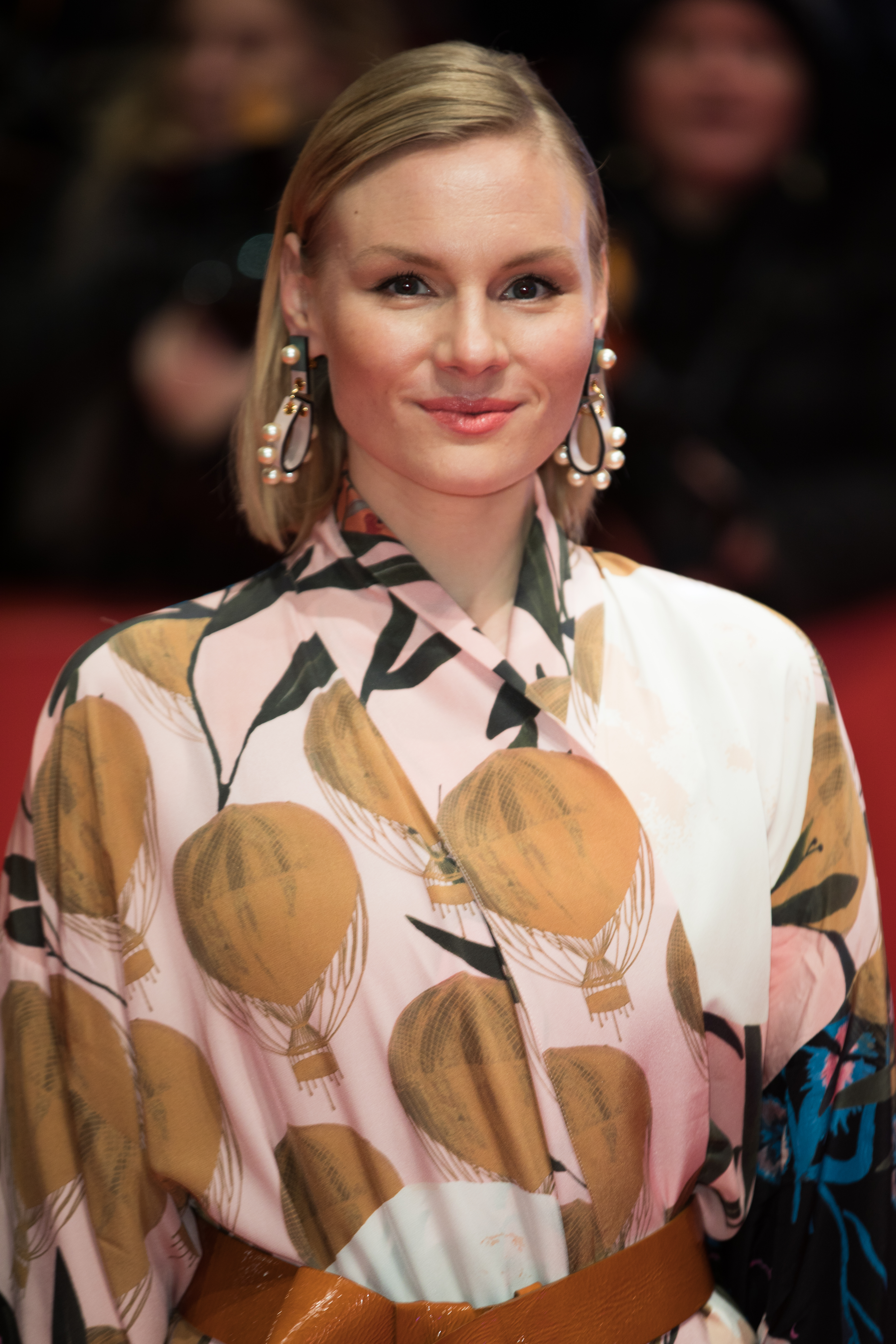
Rosalie Thomass
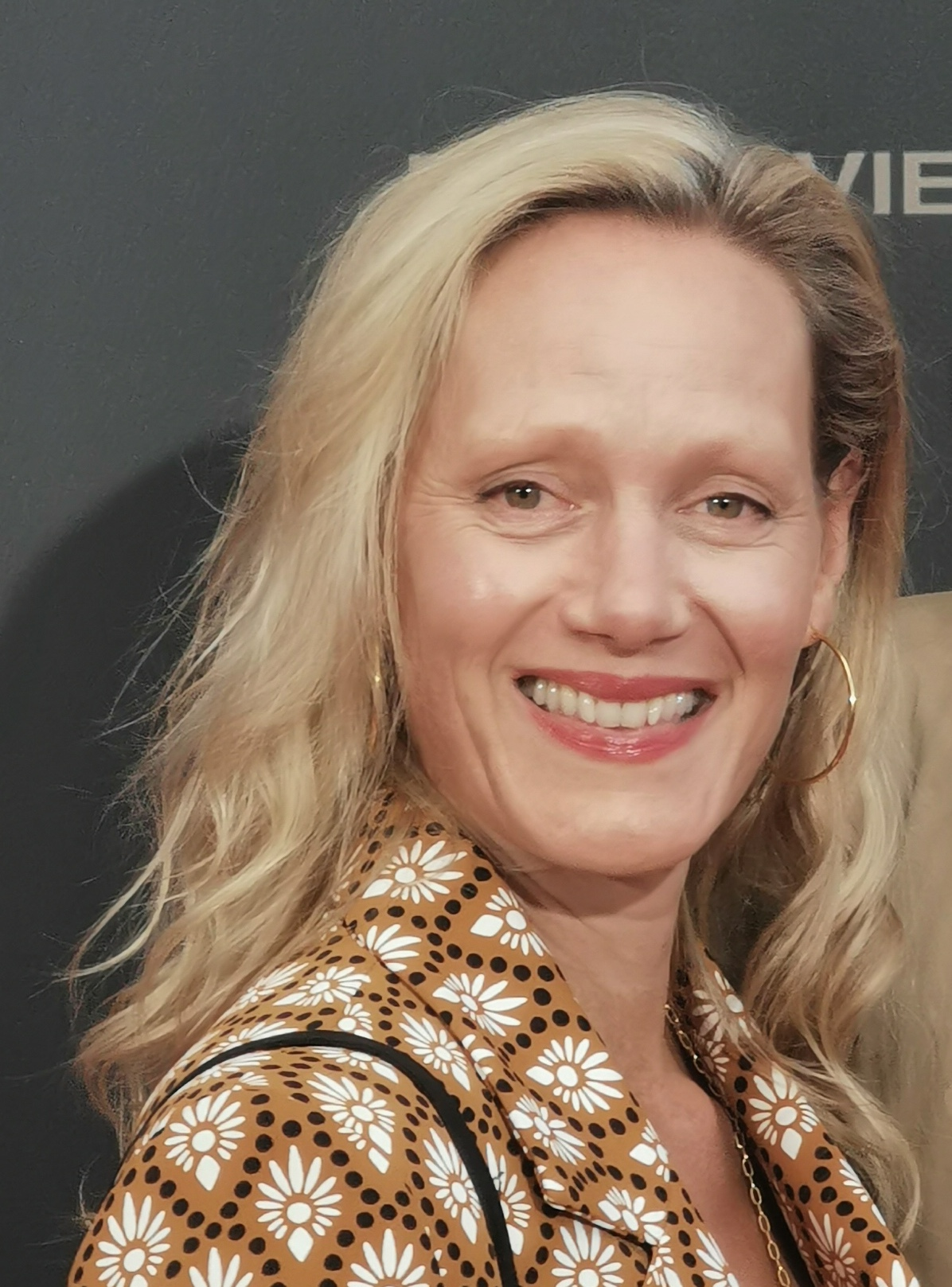
Anna Schudt
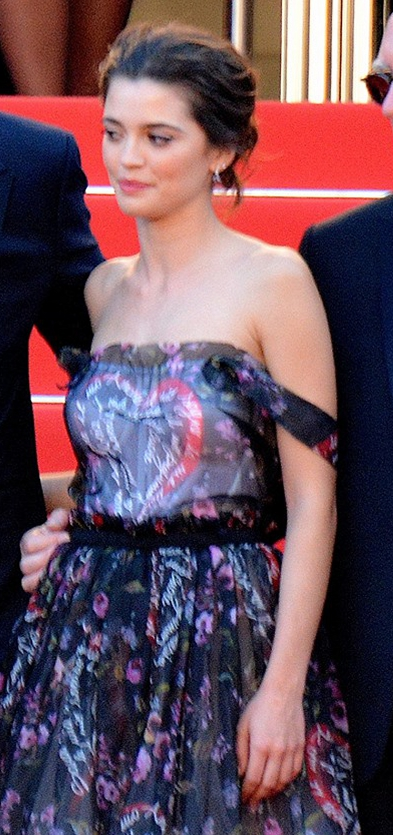
Joana Ribeiro
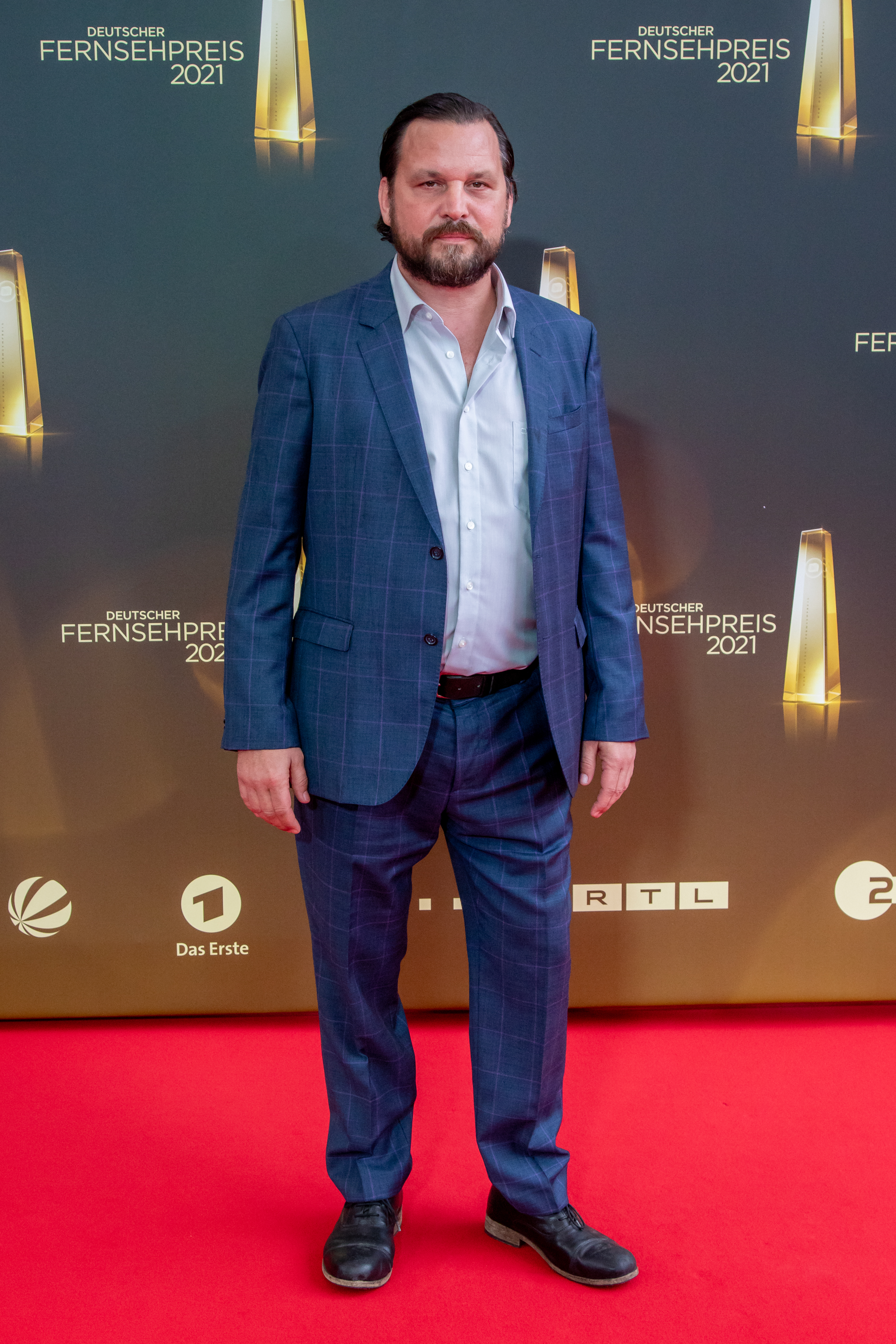
Sascha Geršak
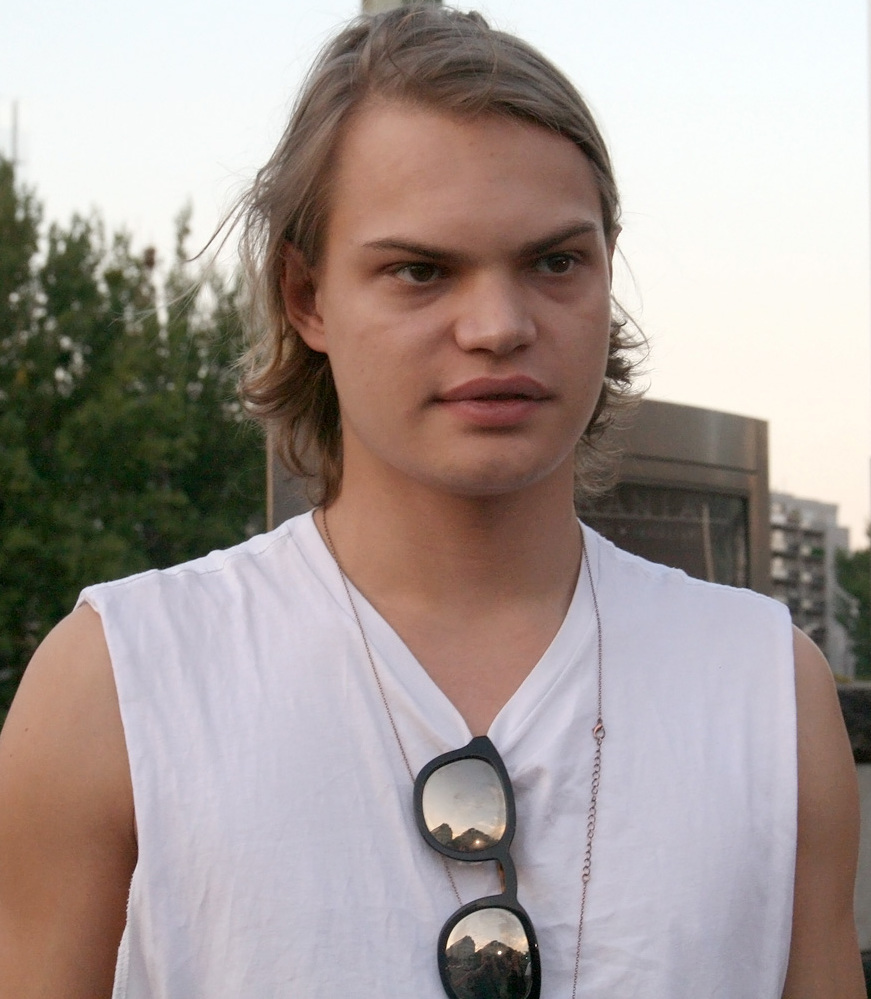
Wilson Gonzalez

### Ricorrenti
- Benno Schiller (stagioni 1-2), interpretato da Philip Birnstiel.
Guardiamarina e primo ufficiale dell'U-612 e U-822.
- Lutz Ritzenhoff (stagione 1), interpretato da Ben Münchow, doppiato da Maurizio Merluzzo.
Macchinista dell'U-612.
- Ralf Grothe (stagioni 1-2), interpretato da Joachim Foerster, doppiato da Fabrizio Bucci.
Elettromacchinista dell'U-612.
- Eugen Strelitz (stagioni 1-2), interpretato da Julius Feldmeier, doppiato da Alessandro Rigotti.
Capo timoniere dell'U-612 e U-822.
- Gunther Maas (stagione 1), interpretato da Leonard Kunz.
Silurista dell'U-612.
- Thorsten Hecker (stagioni 1-2), interpretato da Leon Blaschke.
Capo macchinista dell'U-612.
- Peter Kraushaar (stagioni 1-2), interpretato da Marvin Linke, doppiato da Alessio Puccio.
Secondo marconista dell'U-612 e U-822.
- Max von Haber (stagioni 1-2), interpretato da Rafael Gareisen.
Primo macchinista dell'U-612, fedele a Klaus.
- Nathalie (stagione 1), interpretata da Clara Ponsot.
Barista e madre della figlia di Frank.
- Julius Fischer (stagione 2), interpretato da Joseph Bundschuh.
Secondo ufficiale dell'U-822.
- Erwin Friedel (stagione 2), interpretato da Anton Spieker.
Maggiore delle SS che si imbarca nell'U-822.
- Jürgen Salz (stagione 2), interpretato da Sebastian Hülk.
Sottotenente delle SS che si imbarca insieme a Friedel.
- Ferdinand Freund (stagione 2), doppiato da Merlin Rose.
Sottotenente delle SS che si imbarca insieme a Friedel.
- Neumann (stagione 2), interpretato da Ilja Roßbander, doppiato da Paolo Vivio.
Primo ufficiale dell'U-612.
- Gustav Eckermann (stagione 2), interpretato da Dimitrij Schaad, doppiato da Marco Vivio.
Colonnello delle SS giunto a La Rochelle per promuovere Forster.
- Padre Etienne (stagione 2), interpretato da Finnegan Oldfield.
Parroco di Saint-Rémy che inizialmente aiuta Margot per poi tradirla.
- Fanny Nussmeier (stagione 3), interpretata da Nele Richter.
Giovane figlia di Greta e Friedrich.
- Dott. Beck (stagione 3), interpretato da Rüdiger Klink.
Scienziato tedesco a Lisbona sospettato di omicidio dell'agente della Gestapo.
- Friedrich Nussmeier (stagione 3), interpretato da David Zimmerschied.
Marito malato di Greta.
- Kreutzer (stagione 4), interpretato da Kai Maertens doppiato da Gianni Giuliano.
Collega di Gluck.
- Breitner (stagione 4), interpretato da Benjamin Schroeder, doppiato da Alessandro Quarta.
Sottotenente vicecomandante del deposito logistico di Napoli.
- Röhrle (stagione 4), interpretato da Sven Daniel Bühler, doppiato da Emiliano Reggente.
Silurista dell'U-330.
- Carsten (stagione 4), interpretato da Simon Rußig.
Idrofonista dell'U-330.
- Bischof (stagione 4), interpretato da Jakub Horak.
Capo timoniere dell'U-330.

## Produzione
Il 6 dicembre 2018, la serie è stata rinnovata per una seconda stagione. Le riprese della seconda stagione sono avvenute nella Repubblica Ceca dall'aprile al giugno 2019 e nel giugno e luglio dello stesso anno a Malta. La stagione ha esordito il 24 aprile 2020.
Per la terza stagione, Praga è stata utilizzata per le scene esterne ambientate a Kiel e Liverpool, mentre Malta per le scene all'interno di Lisbona e Liverpool. La terza stagione è stata trasmessa a partire dal 14 maggio 2022.
Le riprese della quarta stagione sono iniziate nel giugno 2022 e si sono concluse nel settembre seguente. I luoghi della stagione includono Kalkara, Marsa e Kordin a Malta. La quarta stagione è trasmessa dal 23 settembre 2023.

## Distribuzione
La serie ha esordito il 23 novembre 2018 su Sky One in Germania. I diritti di trasmissione sono stati venduti in più di 100 Paesi prima dell'inizio della serie. In Italia è stata trasmessa dal 4 gennaio 2019 al 1º novembre 2023 su Sky Atlantic. Nel Regno Unito va in onda dal febbraio seguente su Sky Atlantic, negli Stati Uniti è distribuita da Hulu dal 17 giugno 2019.

### Edizione italiana
La direzione del doppiaggio è a cura di Fabrizio Temperini, su dialoghi di Lucia Paccoi, Emanuela Amato, Laura Giordani e Maria Teresa Cella per conto di Studio Emme.

## Accoglienza
La prima stagione ha ricevuto recensioni positive dalla critica. Rotten Tomatoes riporta l'85% delle recensioni professionali positive, con un voto medio di 7 su 10 basato su 34 critiche. Il consenso critico del sito web indica: «Das Boot possiede la pressione atmosferica del suo avo cinematografico mentre associa nuove intensità al suo irresistibile cast corale, per una produzione internazionale avvincente.» Metacritic, invece, ha assegnato un punteggio di 70 su 100 basato su 9 recensioni, indicando "recensioni generalmente positive".
Lo storico tedesco, Sven Felix Kellerhoff, ha criticato la trama intorno alla famiglia di industriali Greenwood e i loro legami finanziari con la Germania nazista, come potenziale relativizzazione della colpa tedesca. Kathleen Hildebrandt del Süddeutsche Zeitung ha trovato la rappresentazione delle donne piuttosto convenzionale, e la serie avrebbe potuto essere più interessante se non ci si fosse preoccupato così tanto di ottenere buoni ascolti. Thomas Klein di Berliner Zeitung ha notato che non c'erano «nazisti in Das Boot, nessun 'Heil Hitler' o leali membri del partito», e la serie riguardava più la commercializzazione di un famoso marchio.
Secondo Adam Sweeting di i, Das Boot si distingue dal suo predecessore andando oltre la persuasione della sensazione di claustrofobia all'interno di un sommergibile e offre invece una «sua dimensione di visione satellitare e l'acuto esame dei demoralizzanti compromessi della guerra». Jasper Rees nel Telegraph ha assegnato tre stelle su cinque ma non è stato colpito dalla trama.

## Riconoscimenti
- 2020 – American Society of Cinematographers Award[25]
  - Candidatura alla miglior fotografia in una serie televisiva a David Luther per l'episodio Eroi
- Bavarian TV Award[26]
  - 2019 – Premio speciale della giuria per la miglior produzione
  - 2021 – Miglior attore a Rainer Bock
- 2019 – C21 International Drama Award[27]
  - Candidatura alla miglior serie drammatica non in lingua inglese
- German Academy for Television (DAfF)[28] [29][30]
  - 2019 – Candidatura alla miglior colonna sonora a Matthias Weber
  - 2019 – Candidatura alla miglior scenografia a Nick Palmer
  - 2019 – Miglior effetti visivi a Viktor Muller and Vít Komrzý
  - 2020 – Miglior sonoro a Ed Cantú, Peter Hilcansky, Dominik Leube, Kath Pollard, Pavel Rejholec, David Titera, Manuel Vogt
  - 2022 – Candidatura al miglior regista a Hans Steinbichler e Dennis Gansel
- 2019 – German Camera Award[31]
  - Miglior fotografia in una serie televisiva a David Luther per l'episodio Eroi
- 2019 – German TV Award[32]
  - Miglior attrice a Vicky Krieps
  - Miglior fotografia a David Luther
  - Candidatura al miglior attore a Tom Wlaschiha
  - Candidatura alla miglior regia per un film TV o miniserie ad Andreas Prochaska
  - Candidatura alla miglior serie drammatica
  - Candidatura al miglior montaggio a Ueli Christen e Karin Hartusch
  - Candidatura alla miglior colonna sonora a Matthias Weber
  - Candidatura alla miglior sceneggiatura a Tony Saint e Johannes Betz
  - Candidatura alla miglior scenografia a Nick Palmer
  - Candidatura ai migliori costumi a Chattoune
- 2019 – Golden Nymph Award[33]
  - Miglior attrice a Vicky Krieps
  - Candidatura al miglior attore a Tom Wlaschiha
  - Candidatura alla miglior serie televisiva drammatica
- GQ Men of the Year Award[34][35]
  - 2018 – Miglior serie televisiva nazionale
  - 2021 – Miglior attore nazionale a Tom Wlaschiha
- 2019 – Grimme Award[36]
  - Candidatura alla miglior serie televisiva
- 2022 – Hollywood Music in Media Awards[37]
  - Miglior colonna sonora per una serie o miniserie a Matthias Weber
- Jupiter Award[27]
  - 2021 – Candidatura alla miglior serie televisiva
  - 2022 – Candidatura alla miglior serie televisiva
  - 2022 – Candidatura al miglior attore a Tom Wlaschiha
- New York TV & Film Award[38]
  - 2020 – Miglior fotografia a David Luther
  - 2020 – Candidatura alla miglior serie drammatica
  - 2021 – Migliori costumi a Chattoune
  - 2021 – Miglior sonoro a Pavel Rejholec
  - 2021 – Miglior serie drammatica
- 2021 – Operators Award Television Drama[39]
  - Premio British Society of Cinematographers a Benjamin Treplin
- 2019 – Quotenmeter TV Award[40]
  - Candidatura alla miglior attrice a Vicky Krieps
- Rockie Awards[41][42]
  - 2019 – Premio della giuria
  - 2021 – Candidatura alla miglior serie drammatica non in lingua inglese
- 2020 – Rose d'Or Award[43]
  - Candidatura alla miglior serie drammatica
  - 2021 – Seoul International Drama Awards[44]
  - Candidatura alla miglior serie drammatica
- Shanghai TV Festival Magnolia Award[27]
  - 2019 – Miglior miniserie straniera
- 2021 – Candidatura alla miglior serie straniera
- 2019 – TBI Innovation Award[45]
  - Candidatura al miglior debutto di una serie drammatica
- 2021 – TV Choice Award[27]
  - Candidatura alla miglior serie drammatica